# National Airlines (1934)
National Airlines (bis 1937 National Airlines System) war eine auf dem Miami International Airport beheimatete US-amerikanische Linienfluggesellschaft, die im Jahr 1979 von Pan American World Airways aufgekauft und im Januar 1980 mit dieser fusioniert wurde.

## Geschichte

### 1930er-Jahre
Infolge des Luftpost-Skandals wurden die Beförderungsverträge des US Postal Service im Sommer 1934 neu ausgeschrieben. Um an der Vergabe teilzunehmen, gründete George T. Baker die in Saint Petersburg (Florida) ansässige Fluggesellschaft National Airlines System. Das Unternehmen erhielt den Zuschlag für die staatlichen Postflüge von Saint Petersburg nach Daytona Beach und nahm den Betrieb am 15. Oktober 1934 mit zwei Maschinen des Typs Ryan Brougham auf. Ab Mai 1935 erfolgten Passagierflüge von Saint Petersburg über Tampa, Sarasota und Fort Myers nach Miami mit dreimotorigen Stinson SM-6000. Die Gesellschaft wurde am 8. Juli 1937 zur National Airlines umfirmiert. Zu dieser Zeit flog sie von Saint Petersburg aus acht Zielorte in Florida mit Maschinen der Typen Stinson Model U und  Lockheed Model 10 Electra an. Im Jahr 1938 wurde eine von Jacksonville ausgehende Linienstrecke nach New Orleans (Louisiana) eröffnet, die über Tallahassee, Pensacola, Mobile (Alabama) und Gulfport (Mississippi) führte. National Airlines verlegte im Folgejahr die operative Basis und den Geschäftssitz nach Jacksonville. Kurz darauf bot die Gesellschaft durchgängige Verbindungen von Miami bis New Orleans an. Die Flugstrecke wurde als „The Buccaneer Route“ bezeichnet.

### 1940er-Jahre

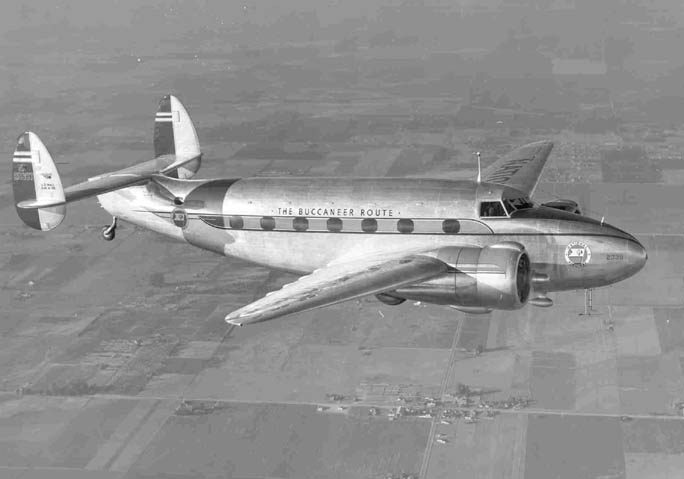
Die ab 1940 eingesetzten Lockheed Lodestar trugen die Aufschrift „The Buccaneer Route“.

Die ersten Lockheed Model 18 Lodestar ergänzten im Jahr 1940 die Flotte. Bis zum Kriegseintritt der USA im Dezember 1941 wurde das Liniennetz nicht mehr erweitert. Während des Zweiten Weltkriegs führte die Gesellschaft auch militärische Versorgungsflüge für das Air Transport Command durch und bildete zudem Piloten, Mechaniker und Navigatoren für die US-Streitkräfte aus. Die US-amerikanische Luftfahrtbehörde Civil Aeronautics Board erteilte National Airlines im Februar 1944 Streckenrechte von Jacksonville nach New York, wodurch sie zu einer Konkurrentin von Eastern Air Lines wurde, die bis dahin eine Monopolstellung im Linienflugverkehr zwischen New York und Florida hatte. Die Strecke nach New York wurde mit Zwischenstopps in Savannah, Charleston, Wilmington, Norfolk und Philadelphia beflogen.
Im Februar 1946 übernahm National Airlines ihre ersten zwei werksneuen Douglas DC-4, mit denen sie ab dem 14. Februar 1946 Direktflüge zwischen Miami und New York durchführte. Der Geschäftssitz wurde im Juni 1946 nach Miami verlegt. Im selben Jahr richtete die Gesellschaft Direktverbindungen von Tampa und Jacksonville nach New Orleans sowie ihre erste internationale Linienroute von Miami nach Havanna (Kuba) ein. Die erste von zunächst drei bestellten Douglas DC-6 wurde im April 1947 vom Hersteller übernommen. Mit diesen Maschinen beflog National Airlines die Strecke von Miami nach New York ab dem 1. Juli 1947 in direkter Linie über Wasser (bezeichnet als „Great Circle Route“), wodurch die Flugzeit von fünfeinhalb auf vier Stunden verkürzt werden konnte.

### 1950er-Jahre

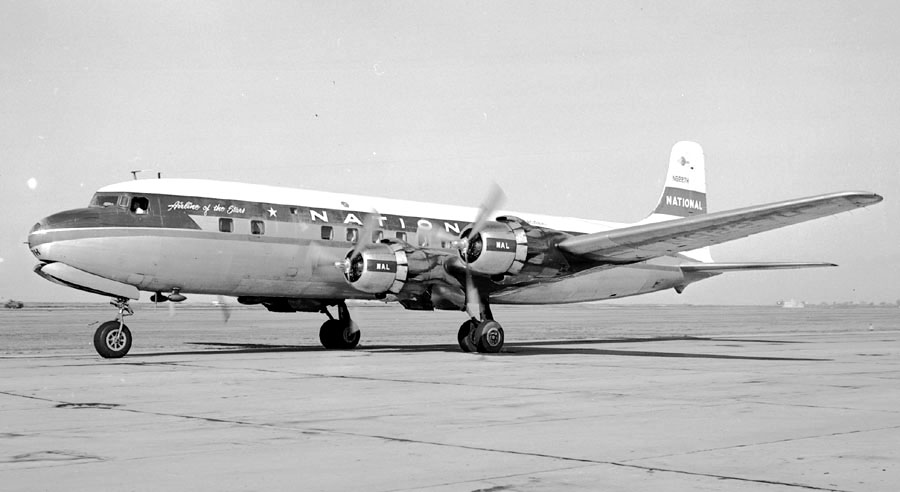
Eine Douglas DC-6 mit der Aufschrift „Airline of the Stars“ hinter dem Cockpit. Den Beinamen verwendete National Airlines ab 1950.

Nach der Indienststellung weiterer Douglas DC-6 bot die Gesellschaft ab 1950 als „Air Coach“ bezeichnete Linienflüge für Urlauber von New York nach Florida an, auf denen sie die Preise um ein Drittel senkte. National Airlines erhöhte damit ihre Auslastung deutlich und erwirtschaftete im selben Geschäftsjahr einen Gewinn in Höhe von 500.000 Dollar. Nachdem sich die Reederei W. R. Grace and Company im Jahr 1949 an der Gesellschaft beteiligt hatte, entwickelte sich in den frühen 1950er-Jahren eine Zusammenarbeit mit der Südamerika beheimateten US-Fluggesellschaft Pan American-Grace Airways (Panagra), die zur Hälfte der W. R. Grace and Company gehörte. Weil Panagra keine eigenen Streckenrechte für Flüge nach New York besaß, übernahmen Piloten der National Airlines ab Miami den Dienst auf deren Maschinen und flogen diese nach New York weiter. Im Gegenrichtung konnten Passagiere der National Airlines Linienflüge der Panagra für die Weiterreise nach Südamerika nutzen.
Die ersten Convair CV-340 und Douglas DC-7 ergänzten im September beziehungsweise Dezember 1953 die Flotte. Als erste größere US-amerikanische Linienfluggesellschaft stellte das Unternehmen im November 1953 einen Hubschrauber des Typs Sikorsky S-55 in Dienst, mit dem sie bis zum 1. Februar 1954 vom Flughafen Miami ausgehende Charterdienste und einen Shuttleverkehr in die benachbarten Städte anbot, unter anderem nach Miami Beach, Fort Lauderdale und West Palm Beach.  Im Jahr 1954 nahm die Gesellschaft Direktflüge zwischen New York und Havanna auf. Zwei Jahre später wurde das Liniennetz von Miami nach Boston und Houston erweitert. Die Auslieferung der ersten Lockheed L-1049H Constellation erfolgte im September 1957.
Die Flotte des Unternehmens bestand im Frühjahr 1958 aus zwölf Convair CV-340, sechs Convair CV-440, zwölf Douglas DC-6, drei Douglas DC-7, vier Lockheed L-1049 Constellation und neun Lockheed 18 Lodestar. Ab dem 10. Dezember 1958 setzte National Airlines eine von Pan Am geleaste Boeing 707-120 zwischen Miami und New York ein und wurde damit zur ersten Gesellschaft, die ein Düsenflugzeug im US-amerikanischen Inlandverkehr betrieb. Das erste Turbopropflugzeug des Typs Lockheed L-188 wurde am 1. April 1959 an das Unternehmen ausgeliefert.

### 1960er-Jahre

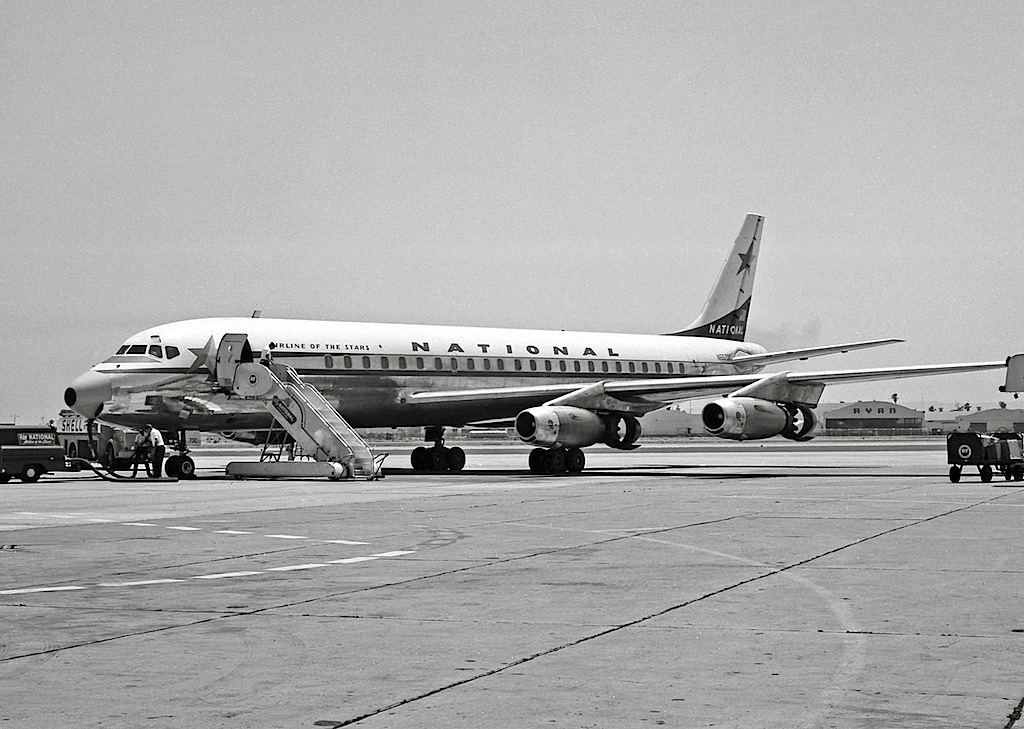
Die dritte Douglas DC-8-21 (N6573C, Taufname: „Deborah“) wurde am 9. Dezember 1960 an National Airlines ausgeliefert.

Ihre erste Douglas DC-8-21 übernahm National Airlines am 7. Februar 1960 vom Hersteller. Transkontinentale Linienflüge von Miami über Houston nach San Francisco sowie über Houston nach Los Angeles und San Diego wurden am 11. März 1961 aufgenommen. Im selben Jahr musste die Gesellschaft ihre Verbindungen nach Kuba aus politischen Gründen einstellen.
Am 26. April 1962 erwarb Lewis Bergman Maytag, der zuvor Hauptanteilseigner der Frontier Airlines war, die Mehrheitsbeteiligung an dem Unternehmen und löste Firmengründer George T. Baker als Geschäftsführer ab. National Airlines stellte ihre letzte Douglas DC-7 im Herbst 1964 außer Dienst und wurde damit zur ersten US-amerikanischen Linienfluggesellschaft, die keine Kolbenmotorflugzeuge mehr einsetzte. Die Flotte bestand zu dieser Zeit aus Flugzeugen der Typen Douglas DC-8 und Lockheed L-188. Die erste Boeing 727-100 wurde am 23. Oktober 1964 an das Unternehmen ausgeliefert. Im September 1967 veräußerte National Airlines ihre siebzehn Lockheed L-188 an den Flugzeughändler Pan-Aero International Corporation. Die Maschinen wurden schrittweise an den Käufer abgetreten und durch fünfundzwanzig Boeing 727-200 ersetzt. Die Auslieferung der ersten Boeing 727-200 erfolgte am 12. Dezember 1967. Dieses Flugzeug war zudem das erste, welches die neue Farbgebung mit dem als „Sun King“ bezeichneten Firmenlogo trug. Durch die Ausmusterung ihrer letzten Lockheed L-188 am 21. April 1968 wurde National Airlines zur ersten US-Linienfluggesellschaft, die ausschließlich Düsenflugzeuge betrieb. Im selben Jahr investierte die Dade County Port Authority 45 Millionen US-Dollar in den Ausbau der Unternehmenseinrichtungen am Flughafen Miami.

### 1970er-Jahre

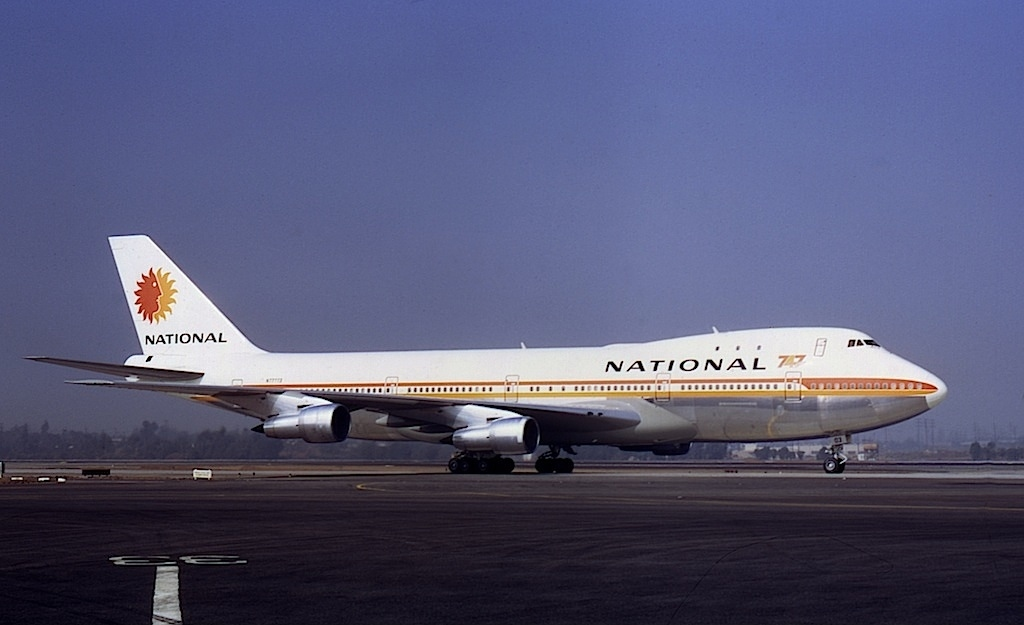
Die zwei Boeing 747-100 der National Airlines erwiesen sich als zu groß und wurden Anfang 1976 verkauft.

Die Gesellschaft weihte im Jahr 1970 ihr eigenes Terminal auf dem New Yorker John F. Kennedy International Airport ein, das den Namen „Sundrome“ erhielt. Am 16. Juni 1970 eröffnete National Airlines eine internationale Linienverbindung von Miami zum Flughafen London-Heathrow und war damit neben Pan American World Airways (Pan Am) und Trans World Airlines (TWA) die dritte US-Fluggesellschaft, die zu dieser Zeit transatlantische Linienflüge anbot. Das erste von zwei Großraumflugzeugen des Typs Boeing 747-100 wurde am 8. September 1970 ausgeliefert und ab dem 2. Oktober planmäßig zwischen Miami und New York eingesetzt. Nach der Auslieferung der zweiten Boeing 747 erfolgten ab dem 25. Oktober 1970 auch Linienflüge von Miami nach Los Angeles mit diesem Typ. Am 25. Mai 1972 kam die Boeing 747 erstmals im Transatlantikverkehr nach London zum Einsatz.

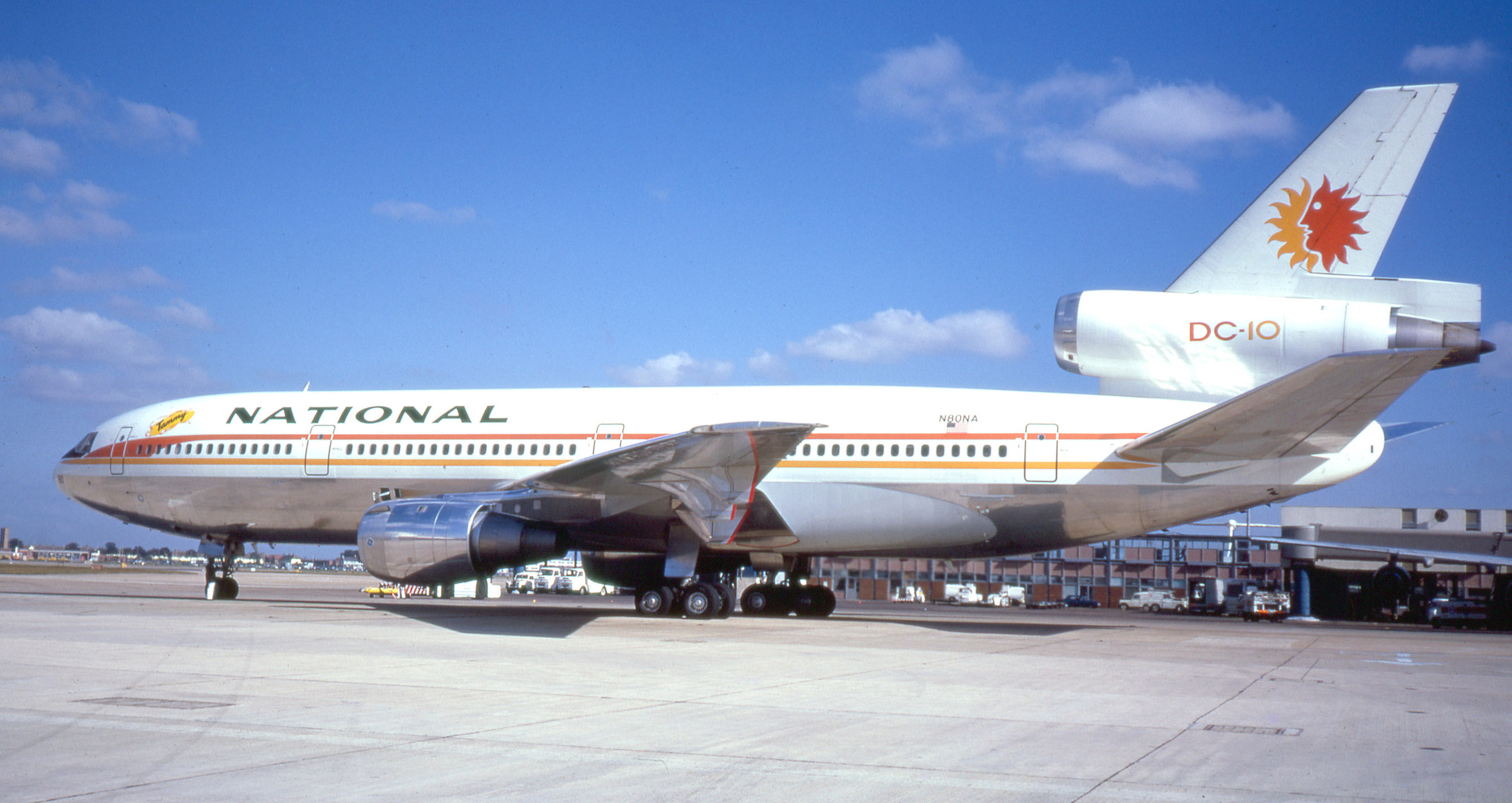
Das erste Langstreckenflugzeug des Typs McDonnell Douglas DC-10-30 (N80NA, „Tammy“) wurde am 11. Juni 1973 an das Unternehmen ausgeliefert.

Die erste von ursprünglich neun im Jahr 1969 bestellten McDonnell Douglas DC-10-10 wurde am 15. Dezember 1971 auf der Route von Miami nach New York in Dienst gestellt. Im selben Jahr orderte die Gesellschaft ihre ersten zwei Maschinen der Langstreckenversion McDonnell Douglas DC-10-30. Diese lösten im Herbst 1973 die Boeing 747 auf der Strecke nach London ab und kamen ab dem 22. Juni 1977 auch auf einer neuen Verbindung von Miami nach Paris zum Einsatz. Als weitere europäische Ziele wurden Amsterdam und Frankfurt ab Mai 1978 sowie Zürich ab September 1979 von Miami angeflogen, Amsterdam ab Dezember 1978 zusätzlich auch von New York. Zeitgleich wurde das nationale Streckennetz verdichtet und bis nach Seattle erweitert. Nach der Ausmusterung der letzten Boeing 747 und Douglas DC-8 setzte National Airlines ab Frühjahr 1976 ausschließlich Boeing 727 und McDonnell Douglas DC-10 ein.
Im Jahr 1978 wurde die Deregulierung des US-Luftverkehrs eingeleitet, wodurch sich der Wettbewerb zwischen den US-Fluggesellschaften verschärfte. Um ihre jeweiligen Positionen zu verbessern, erwarben Texas International Airlines und Pan American World Airways (Pan Am) im selben Jahr Beteiligungen in Höhe von je rund 25 Prozent an der Gesellschaft, um diese im Anschluss zu übernehmen. Die Geschäftsleitung der National Airlines sprach sich gegen den Zusammenschluss mit Texas International aus und favorisierte eine Fusion mit Pan Am. Im Dezember 1978 beziehungsweise Februar 1979 stiegen auch Eastern Air Lines sowie Air Florida in die Übernahmeverhandlungen ein. Diese beiden Gesellschaften besaßen aber im Gegensatz zu den zwei Mitbewerbern bis dahin noch keine Beteiligungen an der National Airlines. Sowohl Texas International als auch Eastern Air Lines boten den Anteilseignern 50 USD je Aktie, während das Angebot von Pan Am lediglich 41 USD je Aktie betrug. Vor der Aktionärsversammlung am 16. Mai 1979 erhöhte Pan Am ihr Angebot auf 50 USD, wodurch die feindliche Übernahme durch Texas International abgewendet werden konnte. Nachdem die US-amerikanische Luftfahrtbehörde Civil Aeronautics Board ihre Zustimmung für eine Fusion mit Pan Am oder Texas International erteilt hatte, erwarb Pan Am Ende Juli 1979 die Aktienmehrheit an der Gesellschaft. Der Kaufpreis betrug rund 430 Millionen US-Dollar. Nach der Übernahme setzte National Airlines ihren Betrieb zunächst unter eigenem Markenauftritt fort. Am 7. Januar 1980 ging die Gesellschaft vollständig in Pan Am auf.

## Flotte
Im Lauf ihrer Geschichte setzte National Airlines folgende Flugzeuge und Hubschrauber ein:

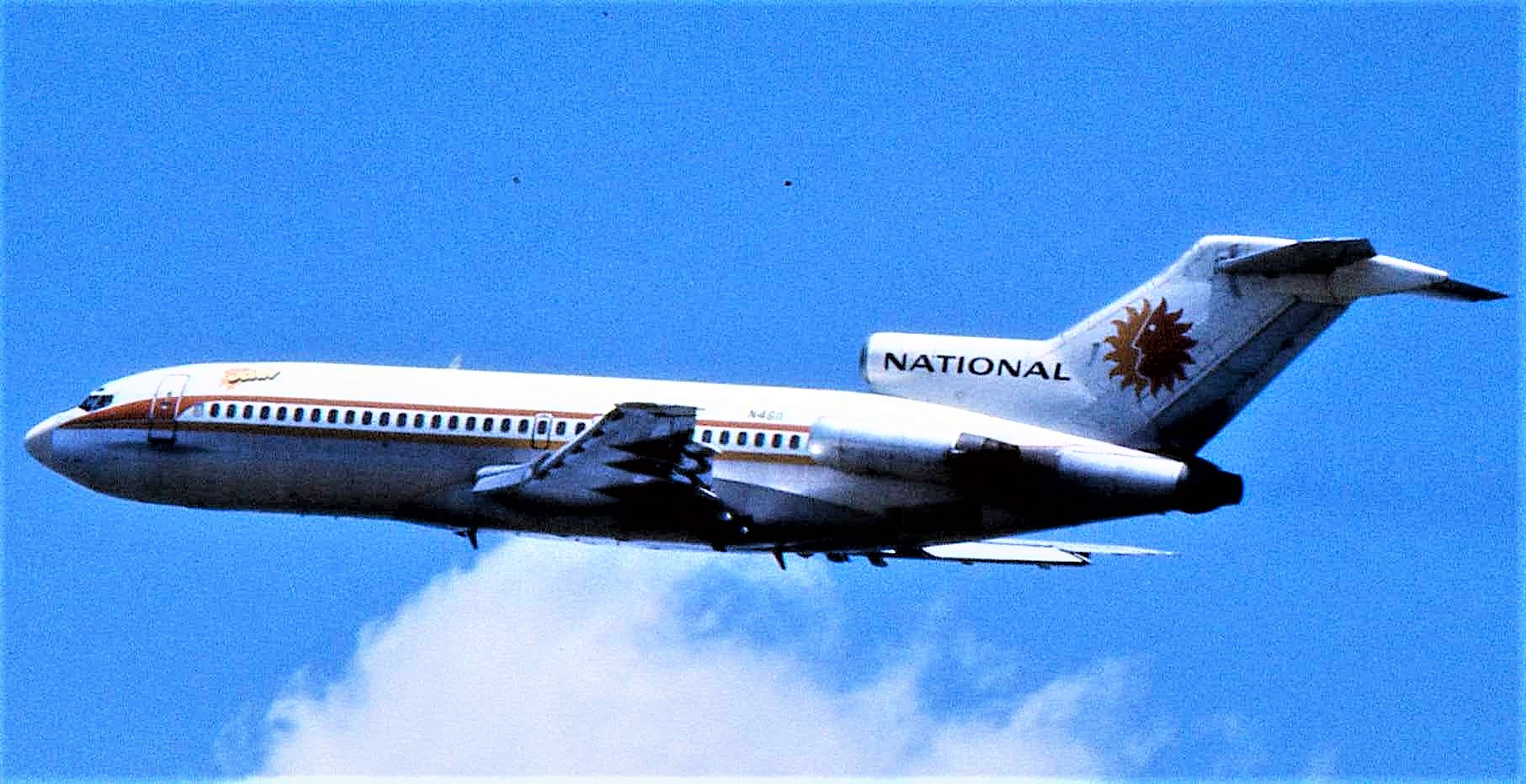
Boeing 727-35, National Airlines

| - Boeing 707-120 (geleast von Pan American World Airways) - Boeing 727-100 und 727-200 - Boeing 747-100 - Convair CV-340 - Convair CV-440 - Curtiss C-46F - Douglas DC-4 - Douglas DC-6, DC-6A, DC-6B - Douglas DC-7B - Douglas DC-8-21, DC-8-31, DC-8-32, DC-8-51, DC-8-54F, DC-8-61 | - Lockheed Model 10 Electra - Lockheed Model 18 Lodestar - Lockheed L-188A Electra - Lockheed L-1049H Constellation - McDonnell Douglas DC-10-10 und DC-10-30 - Ryan B-5 und B-7 Brougham - Sikorsky S-55 - Stinson Model U - Stinson SM-6000 |

Im April 1979 bestand die Flotte aus 16 Boeing 727-100, 24 Boeing 727-200, 11 McDonnell Douglas DC-10-10 und 5 McDonnell Douglas DC-10-30.

## Zwischenfälle
- Am 13. September 1945 kam eine Lockheed 18-50 Lodestar (Luftfahrzeugkennzeichen NC33349) bei einer Landung auf dem Flughafen Tampa-Peter O. Knight in Tampa von der Bahn ab. Alle 14 Insassen überlebten. Die Maschine wurde als Totalverlust abgeschrieben.[49]

- Am 5. Oktober 1945 verlor die Besatzung einer Lockheed 18-50 Lodestar (NC18199) im Endanflug auf den Lakeland Municipal Airport den Sichtkontakt zur Landebahn. Die Maschine schlug 300 Meter hinter der Bahn in einem See auf und versank, wobei zwei Passagiere ums Leben kamen. Die anderen 13 Insassen überlebten.[50]

- Am 11. Oktober 1945 verunglückte eine Lockheed 18-50 Lodestar (NC15555) nach einem Triebwerksausfall beim Versuch, während einer Notlandung auf der Banana River Naval Air Station durchzustarten. Alle 16 Insassen überlebten den Zwischenfall.[51]

- Am 14. Januar 1951 überrollte eine Douglas DC-4 (N74685) bei der Landung auf dem Philadelphia International Airport das Ende der Landebahn und fing sofort Feuer. Von den 28 Insassen starben sieben, darunter ein Crewmitglied.[52]

- Am 11. Februar 1952 stürzte eine Douglas DC-6 (N90891) nach dem Start vom Flughafen Newark in ein Wohnhaus in Elizabeth (New Jersey). Bei dem Unfall starben 29 der 63 Insassen. Zudem wurden vier weitere Personen am Boden getötet. Ursachen waren eine selbsttätige Verstellung des Propellers Nummer 3 auf Umkehrschub, gefolgt vom fehlerhaften Abstellen des funktionierenden Triebwerks Nummer 4. Damit konnte die Höhe nicht gehalten werden; die Maschine stürzte in die Stadt.[53][54]

- Am 14. Februar 1953 stürzte eine Douglas DC-6 der National Airlines (N90893) etwa 32 Kilometer südöstlich von Mobile Point (Alabama, USA) in den Golf von Mexiko, nachdem sie beim Durchfliegen eines Gewitters mit schweren Turbulenzen strukturell beschädigt worden war. Alle 46 Insassen, fünf Besatzungsmitglieder und 41 Passagiere, wurden getötet.[55]

- Am 10. Januar 1955 kam eine Lockheed 18-50 Lodestar der National Airlines (N33369) nach einem Triebwerksschaden beim Start auf dem Flughafen St. Petersburg-Pinellas (Florida) von der Bahn ab. Das Fahrwerk brach zusammen, ein Tank riss auf. Alle 13 Insassen überlebten. Das Flugzeug wurde als Totalverlust abgeschrieben.[56]

- Am 20. Oktober 1956 verunglückte eine Lockheed 18-50 Lodestar der National Airlines (N33368) bei der Landung auf dem Flughafen Dale Mabry Field in Tallahassee. Die Maschine wurde auf der nassen Landebahn zu spät aufgesetzt, vollführte einen Ringelpiez, rollte durch einen Graben und in Bäume. Alle Insassen überlebten. Das Flugzeug wurde irreparabel beschädigt.[57]

- Am 16. November 1959 stürzte eine Douglas DC-7B (N4891C) auf einem Flug von Tampa nach New Orleans aus ungeklärter Ursache in den Golf von Mexiko. Die Maschine, in der sich 42 Personen befanden, war von Delta Air Lines geleast worden. Es wurden nur neun Leichen und einige treibende Trümmer gefunden (siehe auch National-Airlines-Flug 967).[58]

- Am 6. Januar 1960 explodierte ein Sprengsatz an Bord einer Douglas DC-6B (N8225H), die einen Zusatzflug von New York nach Miami durchführen sollte. Die Maschine schlug nahe der Ortschaft Bolivia (North Carolina) auf. Alle 34 Insassen, 29 Passagiere und fünf Besatzungsmitglieder, kamen ums Leben.[59] Regulär kam auf diesem Linienflug eine von Pan Am gemietete Boeing 707 zum Einsatz, die jedoch wegen eines zerbrochenen Cockpitfensters an diesem Tag nicht zur Verfügung stand. Als Ersatzflugzeuge stellte National Airlines kurzfristig eine Lockheed L-188 und eine Douglas DC-6 bereit, auf denen die insgesamt 105 Passagiere verteilt wurden. Die L-188 hob mit 76 Fluggästen nach Miami ab, während die restlichen 29 mit der abgestürzten DC-6 reisten (siehe auch National-Airlines-Flug 2511).

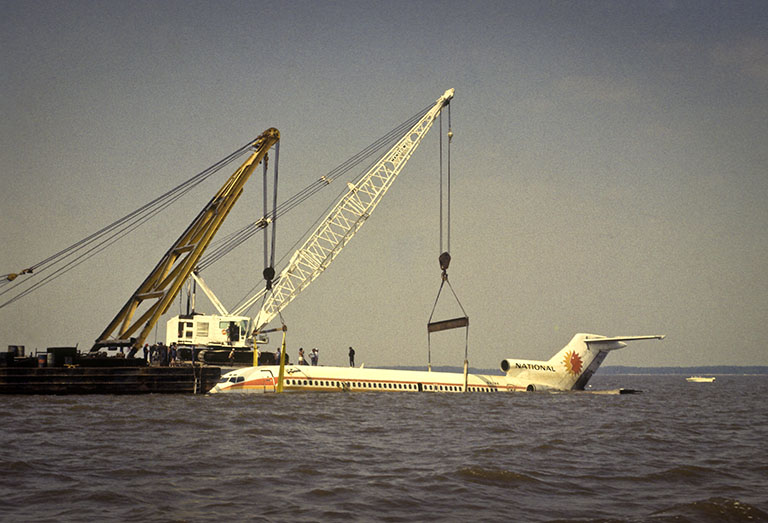
Bergung der Boeing 727, die am 8. Mai 1978 in der Escambia Bay nahe Pensacola aufschlug

- Am 15. November 1961 kollidierte eine Douglas DC-6B der National Airlines (N8228H) auf dem Flughafen Boston-Logan (USA) mit einer gerade auf einer kreuzenden Bahn landenden Vickers Viscount 798D der ebenfalls US-amerikanischen Northeast Airlines (N6592C). Die Piloten der DC-6 waren ohne Startfreigabe gestartet. Beitragender Faktor war die mangelhafte Überwachung der Bahnen durch die Fluglotsen. Alle 30 Insassen der DC-6, 5 Besatzungsmitglieder und 25 Passagiere, überlebten, ebenso die 45 der Viscount. Beide Flugzeuge wurden irreparabel beschädigt.[60]

- Am 3. November 1973 hatte eine McDonnell Douglas DC-10-10 (N60NA) im Reiseflug einen schweren Triebwerksschaden, wobei eine Turbinenschaufel ein Kabinenfenster durchschlug. Ein Passagier wurde infolge des plötzlichen Druckabfalls durch das zerbrochene Fenster gesaugt. Die Piloten konnten die Maschine auf dem Flughafen Albuquerque International Sunport notlanden (siehe auch National-Airlines-Flug 27).[61]

- Am 8. Mai 1978 unterschritt die Besatzung einer Boeing 727-235 (N4744) im Anflug auf Pensacola die Mindestsinkflughöhe und setzte den Sinkflug nach dem ersten Ertönen des Ground Proximity Warning Systems noch weitere 18 Sekunden lang fort. Die Maschine schlug im flachen Wasser der Escambia Bay auf. Drei Passagiere kamen ums Leben (siehe auch National-Airlines-Flug 193).[62]

## Trivia
- Anfang der 1970er-Jahre startete National Airlines eine 9,5 Millionen Dollar teure Marketingkampagne, in der unter anderem Flugbegleiterinnen mit dem zweideutigen Slogan „Fly me“ in TV-Spots und auf Plakaten für die Gesellschaft warben. Zudem musste das weibliche Kabinenpersonal entsprechende Namensschilder wie „I'm Cheryl, Fly me“ an ihren Uniformen tragen, was zu Protesten von Seiten der Stewardessen führte. Frauenverbände riefen die Betroffenen auf, ihren Arbeitgeber wegen Sexismus zu verklagen.[63] Eines dieser Werbeplakate inspirierte die britische Rockband 10cc zu ihrem Lied „I'm Mandy Fly Me“.[64]
- Fast alle Flugzeuge der National Airlines trugen einen auf den Rumpf lackierten weiblichen Taufnamen. Mit dieser Tradition wurde im Februar 1960 begonnen, mit der Auslieferung der erste Douglas DC-8-21, die den Namen „Kathleen“ erhielt.
- Zwischen 1961 und der Fusion mit Pan Am am 7. Januar 1980 wurden 26 Flugzeuge der National Airlines entführt. In den meisten Fällen wollten die Entführer nach Kuba.[65]